# Канал Винчестер (Охајо)
Канал Винчестер (енгл. Canal Winchester) град је у америчкој савезној држави Охајо.

## Демографија
По попису из 2010. године број становника је 7.101, што је 2.623 (58,6%) становника више него 2000. године.
| Група             | 2000.         | 2010.         |
| Белци             | 4.272 (95,4%) | 6.459 (91,0%) |
| Афроамериканци    | 98 (2,2%)     | 365 (5,1%)    |
| Азијати           | 30 (0,7%)     | 82 (1,2%)     |
| Хиспаноамериканци | 23 (0,5%)     | 86 (1,2%)     |
| Укупно            | 4.478         | 7.101         |